# Physocleora obscura
Physocleora obscura är en fjärilsart som beskrevs av William Schaus 1898. Physocleora obscura ingår i släktet Physocleora och familjen mätare. Inga underarter finns listade i Catalogue of Life.